# Amber Kuo
Amber Kuo Cai Jie (cinese tradizionale: 郭采潔; cinese semplificato: 郭采洁; pinyin: Guō Cǎijié; Taiwan, 19 febbraio 1986) è una cantante e attrice taiwanese.

## Biografia
Amber Kuo si è laureata alla National Taipei University come assistente sociale nel 2008..

## Carriera
Kuo ha dato avvio alla sua carriera apparendo nel video musicale della canzone "When we were young" di Tank, tratta dall'album di debutto di quest'ultimo, Fighting, The Law of Surviving. Ha partecipato anche al video di Stefanie Sun 雨天 (Rainy day) ed a quello dei F.I.R. 其實還愛你.

## Album
| Data di pubblicazione | Titolo                          |
| --------------------- | ------------------------------- |
| 25-12-2007            | - Invisible Superman (隱形超人) |
| 01-05-2009            | - i amber (愛異想)              |
| 09-06-2009            | - Sparklers (煙火)              |

### Serie televisive
| Anno | Titolo                                                    | Ruolo       |
| 2009 | Happy Time (那一年的幸福時光)                             | Chen Su Xin |
| 2008 | Invincible Shan Bao Mei (無敵珊寶妹 / Wu Di Shan Bao Mei) | Hu Shan Bao |
| 2006 | Real's (F.I.R.) Music & Love Story 阿沁音樂愛情故事       | Se stessa   |

### Film
| Anno | Titolo                      | Ruolo |  |
| 2009 | Au Revoir Taipei (一頁台北) | Susie |  |
| 2010 | Close to You (近在咫尺)     | 小葵  |  |
| 2015 | Jian Bing Man               |       |  |